# فرهنگ یاز

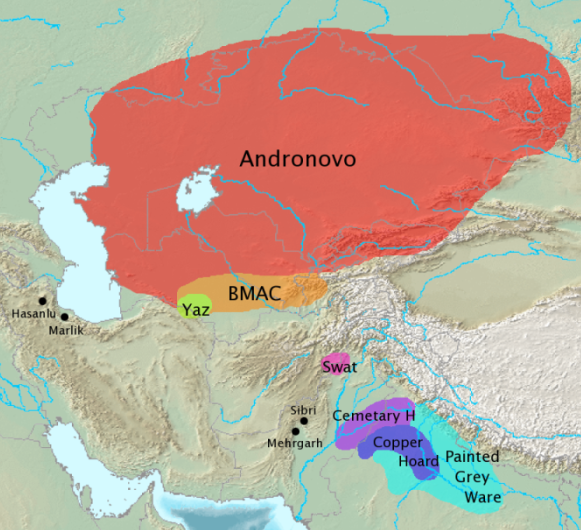
فرهنگ‌های باستان‌شناختی همراه با مهاجرت‌های هندو-ایرانی (سپس دف‌ه‌ا‌). فرهنگ‌های آمودریا، یاز و آندرونوو؛ گاهی با مهاجرت‌های هندو-ایرانیان همراه بودند.

فرهنگ یاز  یا تمدن یاز (بخاطر محوطه شاخص یاز دَپَه (به ترکمنی: Yaz-depe, Yaz Depe) ، یاز تَپَه (به ترکمنی: Yaz Tepe)، در نزدیکی بایرامعلی، ترکمنستان نامیده شده است)، یکی از فرهنگ‌های عصر آهن آغازین فرارود دربرگیرنده فرهنگ مرو، باختر و سغد (حدود ۱۵۰۰ تا ۵۰۰ پ.م.) بوده است. این فرهنگ در فرودست فرهنگ آمودریا ، که آن هم بازمانده عصر آهن است؛ یافت شده که دارای خانه‌های سنگی ستوندار با سامانه‌های آبیاری بوده است. در این شهرگانی ظروف گلی یافت شده که آن‌ها با چرخ سفالگری ساخته شده‌اند. همچنین گزارش‌ها بیانگر این هستند که ابزارهای برنجی و آهنی نیز مانند داس‌ها یا چاقوهای فرش آهنی در میان ابزارها پیدا شده است.
با ارگ‌های کشاورزی، فلزکاری و سرامیک کاری برگرفته از فرهنگ استپی و عدم تدفین، آن را به‌عنوان بازتابی باستان‌شناختی احتمالی از فرهنگ نخستین ایران شرقی در اوستا تلقی می‌کنند. تاکنون هیچ آرامگاهی مرتبط با این فرهنگ پیدا نشده است و این به عنوان مدرکی احتمالی از رویه زرتشتیان در تدفین آسمانی مردگان تلقی می‌شود. گفته شده که زمان سرایش بخشهایی نوین تر از اوستا با باشندگی این فرهنگ همراه بوده است؛ گرچه این گفته تنها بر پایه برخی برآوردهای پاره ای از زبانشناسان به دست داده شده است.